# Saltator coerulescens
El pepitero grisáceo (Saltator coerulescens) es una especie de ave paseriforme de la familia Thraupidae perteneciente al  numeroso género Saltator, anteriormente colocada en la familia Cardinalidae. Es nativo de América del Sur, hasta recientemente, se extendía desde México hasta Argentina, pero dos grandes grupos de subespecies de Centroamérica y del norte de América del Sur fueron separadas como las especies plenas Saltator grandis y Saltator olivascens en el año 2020.

## Nombres populares
Se le denomina también pepitero gris (en Argentina, Bolivia y Paraguay), saltador papayero (en Colombia), saltador gris (en Perú y Ecuador), rey del bosque gris o rey del bosque plomizo (en Uruguay), piticuy o pitijuy (en Uruguay).[cita requerida]

## Distribución y hábitat
Se encuentra en los departamentos del norte, oriente (excluyendo a Guainía, Vaupés y Guaviare) y la cuenca amazónica del sur de Colombia, este de Ecuador, este de Perú, norte y este de Bolivia, desde el norte (principalmente al sur del río Amazonas) y noreste de Brasil (hacia el sur hasta el centro oeste y extremo suroeste), Paraguay, hasta el centro de Argentina y oeste de Uruguay.
Esta especie, ampliamente diseminada, es considerada localmente común en una variedad de hábitats naturales, como matorrales, bosques ligeros y en galería y claros adyacentes; evita las selvas densas; hasta los 1200 m de altitud.

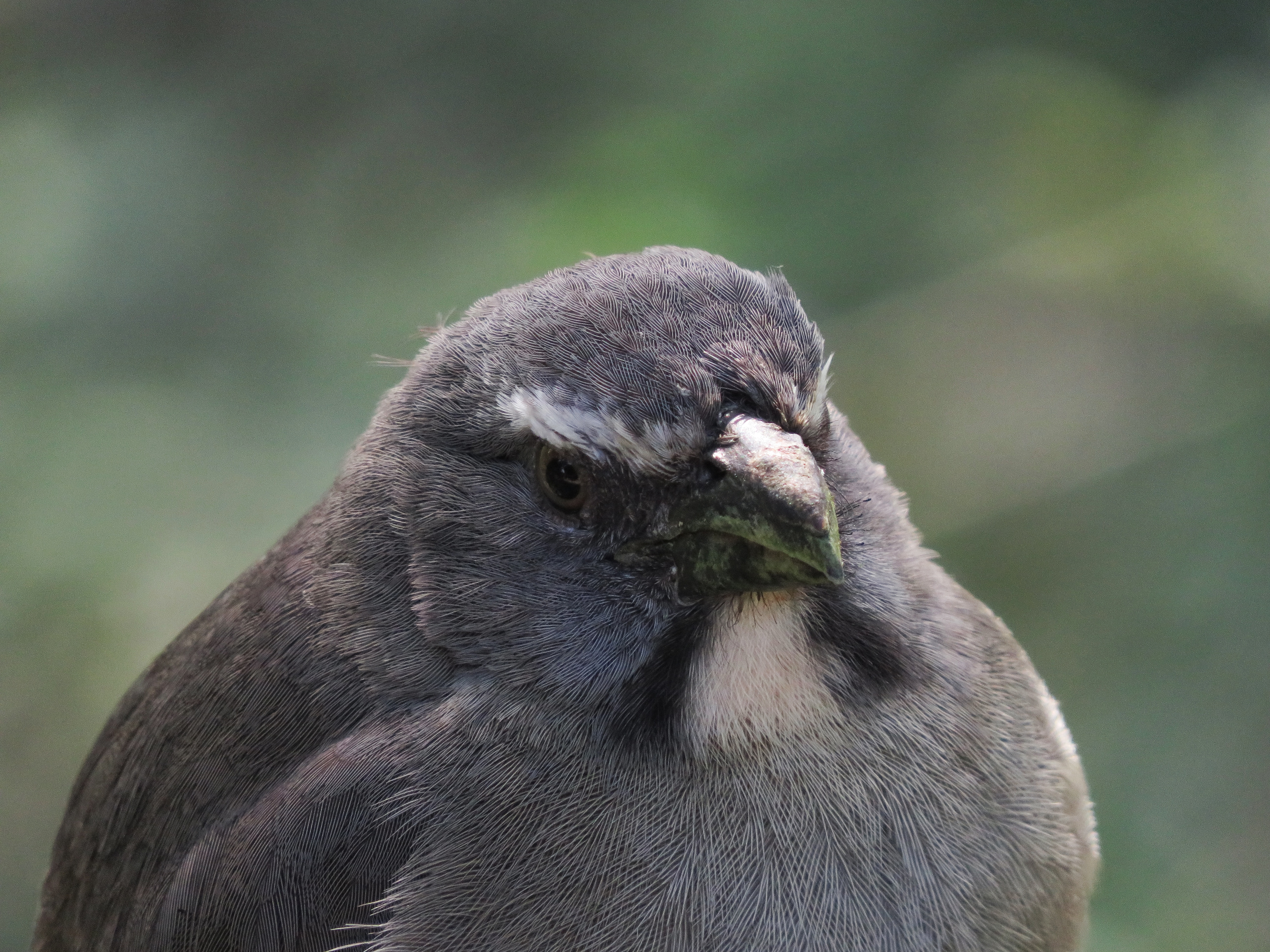
Pepitero gris (Saltator coerulescens) tomado en el Parque Nacional Iberá en Corrientes, Argentina

## Descripción
Mide un promedio de 21 cm de longitud y pesa unos 58 g. El pico es negro y las patas grisáceas. El iris es pardo. La cabeza y la parte dorsal son grises, con una visible lista superciliar blanquecina. La garganta es ocrácea orillada de negruzco. El resto de la parte ventral es gris y canela. Las alas y cola son negruzcas.

## Comportamiento
Es un ave inquieta y bullanguera. Anda generalmente en pareja.

### Alimentación
Su dieta principal consiste de brotes, flores, frutos y hojas, también algunos insectos. Se alimenta desde el suelo hasta una altura de seis metros. Recolecta en el suelo, estrato herbáceo, ramas y follaje.

### Reproducción

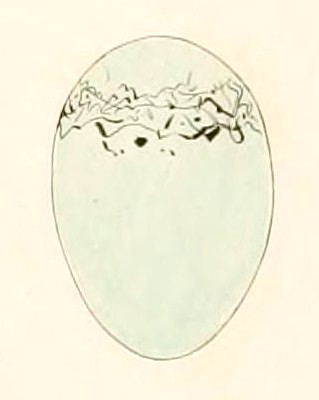
Huevo de Saltator coerulescens, ilustración en Alcide d'Orbigny Voyage dans l'Amérique méridionale, 1847.

Construyen su voluminoso nido en forma de cuenco en las ramas de los árboles a una altura entre dos y cuatro metros de altura. Sus puestas suelen constar de dos huevos de color azul pálido que miden una media de entre 23–31,5 mm de largo por unos 17–22 mm de ancho que pesan unos 5 gramos. Tienen un aspecto inusual a los del resto de su género porque tienen un extremo veteado con motas pardas. Demora en la construcción del nido de ocho a nueve días el período de incubación es de trece a catorce días. Los
huevos son puestos en días corridos y los polluelos nacen en 24 horas y permanecen en el nido 19 días.

### Vocalización
El canto es sonoro y variable, pero típicamente consiste de una frase simple de notas musicales bien enunciadas, con una calidad similar a una carcajada, por ej. «chiu-chiu-chiu, chu-chu, chiiuu» o «chu-chu-chiiu». El llamado es un timbreo metálico «chink».

## Sistemática

### Descripción original
La especie S. coerulescens fue descrita por primera vez por el naturalista francés Louis  Pierre Vieillot en 1817 bajo el mismo nombre científico; su localidad tipo es: «Paraguay».

### Etimología
El nombre genérico masculino «Saltator» proviene del latín «saltator, saltatoris» que significa ‘bailarín’; y el nombre de la especie «coerulescens» deriva del latín «caerulescens» que significa ‘azulado’.

### Taxonomía
El género Saltator era tradicionalmente colocado en la familia Cardinalidae, pero las evidencias genéticas demostraron que pertenece a Thraupidae, de acuerdo con Klicka et al (2007). Estas evidencias también muestran que la presente especie es hermana por un lado de Saltator similis, y por el otro del par formado por S. albicollis y S. striatipectus, y que el clado resultante es próximo de S. orenocensis.
Hasta recientemente, la presente especie se extendía desde México hasta Argentina; sin embargo, los grupos de subespecies S. coerulescens grandis, de México y Centroamérica, y S. coerulescens olivascens, del norte de Sudamérica y Trinidad y Tobago, fueron separados de la presente como las especies plenas Saltator grandis —el pepitero ventricanelo— y Saltator olivascens  —el pepitero oliváceo— respectivamente, con base en evidencias genéticas presentadas por Chaves et al. (2013) y significativas diferencias de vocalización y a pesar de las pocas diferencias morfológicas existentes. La separación fue aprobada en la Propuesta N.º 879 al Comité de Clasificación de Sudamérica (SACC).

### Subespecies
Según las clasificaciones del Congreso Ornitológico Internacional (IOC) y Clements Checklist/eBird v.2019 se reconocen cuatro subespecies, con su correspondiente distribución geográfica:
- Saltator coerulescens azarae d'Orbigny, 1840 – este de Colombia a Ecuador, Perú, Bolivia y oeste de la Amazonia brasileña.
- Saltator coerulescens mutus P.L. Sclater, 1856 – norte de Brasil (bajo río Solimões hasta la isla Mexiana, Amapá y  norte de Maranhão).
- Saltator coerulescens superciliaris (Spix), 1825 – noreste de Brasil (sur de Piauí hasta el norte y este de Bahía).
- Saltator coerulescens coerulescens Vieillot, 1817 – este de Bolivia hasta Paraguay, suroeste de  Brasil, Uruguay, hasta el centro de Argentina.